# Canal de Cabarrús
El canal de Cabarrús es una antigua vía de agua, hoy parcialmente destruida, que corría por el noreste de la Comunidad de Madrid en los términos municipales de Torrelaguna, Torremocha de Jarama y Patones. Se construyó entre los años 1775 y 1799. Llegó a tener 12 kilómetros de longitud y unía las cuencas del río Lozoya y del río Jarama.

## Historia
En la segunda mitad del siglo XVIII, durante el reinado de Carlos III, Francisco Cabarrús, conde de Cabarrús, asesor financiero de la Corona española y prestamista del rey, ideó un canal artificial que aprovechase las abundantes aguas de los ríos Jarama y Lozoya para dedicarlas a usos agrícolas. Cabarrús, que poseía una notable fortuna, adquirió los derechos de las aguas de ambos ríos (que detentaba la familia Echauz) y puso en marcha el proyecto.
Durante casi 25 años desembolsó casi ocho millones de reales, una cifra muy alta para la época, y vio como el canal iba tomando forma y a su alrededor crecían las huertas y los campos de labor. Los ingenieros responsables de la construcción del canal fueron los hermanos Carlos y Manuel Lemaur. Se construyó como infraestructura auxiliar al canal un total de 12 puentes de piedra, cinco acueductos, una acequia y diez casas de guarda para los vigilantes del canal. Por último, se erigió una gran casa de oficios en Torremocha de Jarama, que se utilizó como vivienda estacional. 
En 1798, cuando las obras del canal estaban aún inconclusas, su mentor el conde Cabarrús, partió para Holanda en una misión diplomática y se dio el canal por terminado. Años después, coincidiendo con la guerra de la Independencia, Cabarrús se aliaría con el rey José Bonaparte y moriría en Sevilla en 1810.
Su canal seguiría operativo hasta 1822, año en que dejó de utilizarse en favor de los extensos cultivos de secano propios de la meseta castellana. En 1880 lo que quedaba de las instalaciones fue comprado por el Canal de Isabel II, en cuyas manos sigue en la actualidad.